# Oliveira dos Campinhos

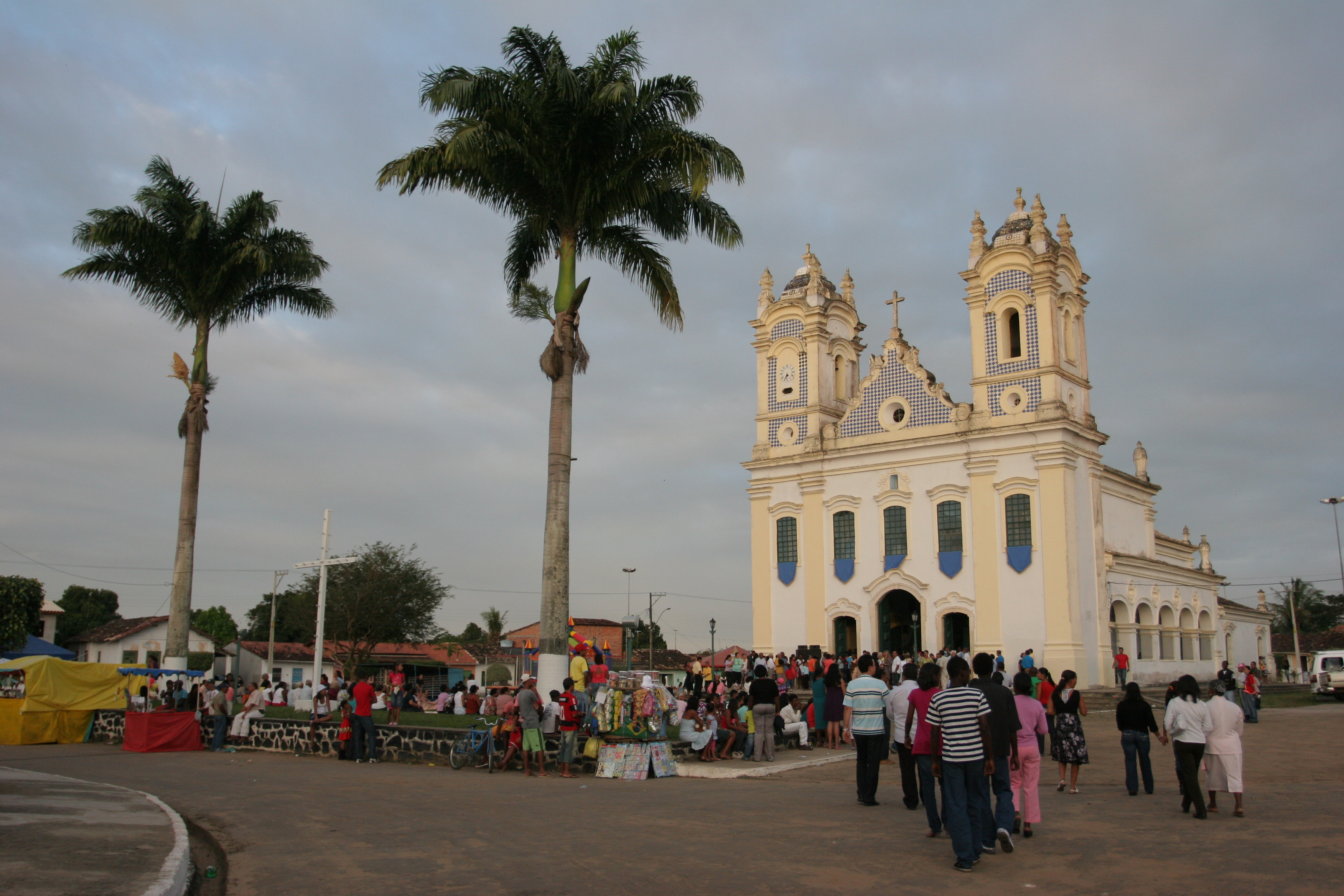
Igreja de Nossa Senhora da Oliveira

Oliveira dos Campinhos é um distrito da cidade de Santo Amaro, na Bahia. Foi criado pelo Alvará Régio de 2 de abril de 1718, e inaugurado em 1 de novembro de 1718, quando houve a primeira missa celebrada no distrito pelo seu vigário. Assim como a sede, o distrito possui igreja matriz e Santa Casa de Misericórdia.
Existem documentos no Arquivo Histórico Ultramarino, antigo Arquivo Histórico Colonial de Lisboa, em Portugal, que explicam como a igreja matriz foi criada. Tais documentos relatam que, uma vez criada a Freguesia de Nossa Senhora da Oliveira dos Campinhos, seu vigário, padre Antonio Moreira Telles, requereu ao rei de Portugal, recursos para erguer a capela existente no local para atender a necessidade dos cidadãos que lá moravam. Informado de tal pedido, em 3 de setembro de 1722, o desembargador Tomaz Feliciano de Albernaz, provedor-mor do Brasil, respondeu que o vigário não poderia calcular o custo da obra sem se fazer planta e avaliação pelo juiz de oficio. O rei, então, pela provisão de 10 de dezembro de 1724, mandou que fizessem a planta para a obra da capela-mor.
A planta da igreja foi executada pelo engenheiro Nicolau de Abreu Carvalho que, fez vistoria na capela e o orçamento para construção da mesma. Com as quantias gastas pelo sertanista Romão Gramacho e a verba concedida pelo rei de Portugal, e obedecendo a planta traçada, foi construída a atual Igreja Matriz de Nossa Senhora da Oliveira, cujas obras se iniciaram em 5 de janeiro de 1768. A igreja matriz está situada na extremidade de uma grande praça, similar a Praça da Purificação, em Santo Amaro. Possui em sua frente adro com pedras irregulares, no seu interior existe um batistério de mármore, um lindo painel de azulejos portugueses, quadros também em azulejaria portuguesa, e telas a óleo representando passagens bíblicas. Além disso, há várias imagens.
A Igreja Matriz deNossa Senhora da Oliveira foi tombada pelo Instituto do Patrimônio Histórico e Artístico Nacional (IPHAN).
A Santa Casa de Misericórdia foi fundada pelo padre Antonio Pinheiro de Queiroz. Ele foi por muitos anos vigário da freguesia de Oliveira dos Campinhos.